# Talos (dinozaur)
Talos – rodzaj dinozaura z rodziny troodontów (Troodontidae).

## Systematyka

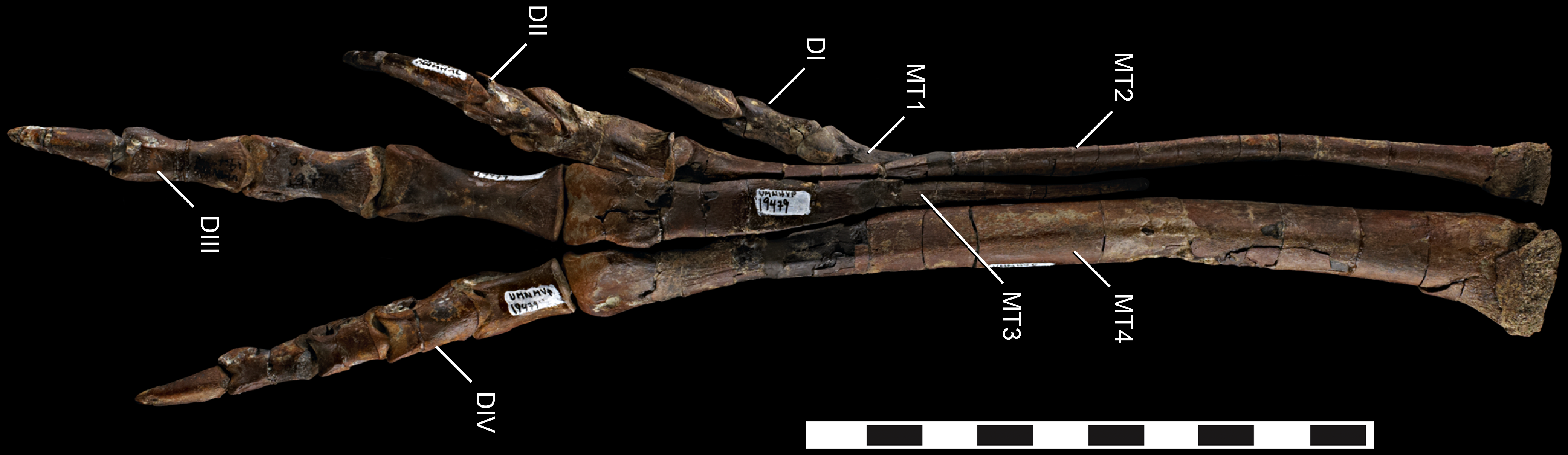
Kończyna tylna UMNH VP 19479

Nazwa rodzajowa pochodzi z mitologii greckiej. Użyczył jej Talos, strażnik Krety, olbrzym z brązu lub syn jej króla, codziennie trzykroć obchodzący wyspę i rzucający głazami w przybyszów. Nie można go było zranić prócz jednego miejsca w dolnej części nogi, gdzie niewielka kostka zamykała żyłę. Zranienie w to miejsce spowodowało jego śmierć. Nazwa ta kojarzy się również z anglojęzycznym słowem talon oznaczającym „ostro zakrzywiony pazur”.
Większość kości holotypu talosa wchodzi w skład szkieletu kończyn dolnych. Holotyp oznakowano UMNH VP 19479 i przypisano do gatunku Talos simpsoni.
Epitet gatunkowy honoruje paleontologa Scotta D. Sampsona, twórcę Kaiparowits Basin Project.

## Budowa ciała
Zwierzę mierzyło około 2 m długości. Masę jego ciała szacuje się na 38 kg.
Do autapomorfii tego rodzaju zaliczono:
- wybitnie zwężony mostek pomiędzy kłykciami kości skokowej
- kształt proksymalnej bruzdy oddzielającej trzon kości skokowej od jej wznoszącego się wyrostka, szerokiej i przypominającej literę V
- niewielką guzowatość na IV kości śródstopia w miejscu przyczepu więzadła pobocznego bocznego

## Rozmieszczenie geograficzne
Szczątki talosa znaleziono w skałach formacji Kaiparowits, datowanych na górny kampan. Leży ona na południu amerykańskiego stanu Utah. Holotyp, pochodzący ze środka środkowej podjednostki tej formacji, znaleziono w północnej części Kaiparowits Plateau. Spoczywał w zielonokawoszarej skale złożonej z drobnych piaskowców i aleurytów wśród pozostałości ślimaków słodkowodnych i muszli małży, na wysokości 260 m od podstawy formacji. W okolicy znaleziono też szczątki dinozaurzych jaj.